# (1303) Лютера
(1303) Лютера (лат. Luthera) — тёмный астероид главного пояса астероидов одноимённого семейства, принадлежащий к спектральному классу С. Астероид был открыт 16 марта 1928 года немецким астрономом Фридрихом Швассманом в Гамбургской обсерватории, Германия. Астероид был назван в честь немецкого астронома Роберта Лютера.

## Орбита и классификация
Лютера является родительским телом небольшого семейства астероидов из менее чем из 200 известных членов. Астероид вращается вокруг Солнца в наружной части главного пояса астероидов на расстоянии 2,9-3,6 а. е. Его орбита имеет эксцентриситет 0,10 и наклон 19° относительно эклиптики.

## Физические характеристики
По данным исследований, проведённых на спутниках Akari и WISE, поверхность астероида имеет низкое альбедо между 0,024 и 0,059. Размер составляет между 81.685 и 112.74 километров в диаметре
Из-за низкого геометрического альбедо, Лютеру предположительно относят к углеродистым астероидом класса С, в то время как общий спектральный тип для членов семейства Лютера — это класс Х.
На основании кривой блеска получен период вращения 5.878 часов с низкой изменения яркости в 0,05 звёздной величины. Из этого следует почти шарообразная форма астероида.